# Baby Huey (dibujos animados)
Baby Huey es un pato gigantesco y personaje de dibujos animados creado por Martin Taras para Famous Studios de Paramount Pictures en la década de 1950. Aunque fue creado por Famous para caricaturas, Huey apareció en las historietas de Casper the Friendly Ghost #1 (septiembre de 1949), publicado por St. John Publications.

## Famous Studios
Huey apareció por primera vez en Quack a Doodle Doo de Noveltoons en 1950. Sid Raymond, un actor y comediante de diversos personajes de Famous Studios le dio voz. Su peinado se inspiró en Moe de Los Tres Chiflados
Muchos capítulos de Huey tienen temas recurrentes debido a su edad, ingenuidad y corta inteligencia, metiendo en problema a todos los que lo rodean.

## Harvey Comics y posteriores
Harvey Hits #60 fue la primera vez que apareció en una historieta publicada por Harvey. Harvey compró los derechos de los personajes de Famous en 1959, y Huey continuó apareciendo en Harvey publications hasta 1972 y raramente fue vuelto a ver hasta 1990. Film Roman produjo una nueva serie en 1994 llamada The Baby Huey Show. Actualmente hay algunos de sus cortos en dominio público los cuales han aparecido en DVD’s de bajo costo. Bill Clinton ha dicho en ocasiones parecerse a Huey por lo gordo y feo.

## Apariciones

### Cortometrajes animados
1. Quack-a-Doddle Do (1950)
2. One Quack Mind (1951)
3. Party Smarty (1951)
4. Scout Fellow (1951)
5. Clown on the Farm (1952)
6. Starting from Hatch (1953)
7. Huey's Duck Daddy (1953)
8. Git Along Li'l Duckie (1955)
9. Swab the Duck (1956)
10. Pest Pupil (1957)
11. Ghost of Honor (1957, cameo)
12. Jumping with Thoy (1957)
13. Huey's Father's Day (1959)

### Televisión y películas
- The Baby Huey Show (1994)
- The Spooktacular New Adventures of Casper (1996, cameo en  "Legend of Duh Bigfoot")
- Baby Huey's Great Easter Adventure (1998)
- Harvey Girls Forever! (2019, cameos en "Jet Fretters", "Now It's Con", "Bobby of Influence", "Misadventureland", "Scare Bud", "All Harveys Eve" y "Harvey Endings")

### Cómics
- Casper the Friendly Ghost (1949) (St. Johns Publishing Co.)
- Casper the Friendly Ghost (1952) (Harvey)
- Paramount Animated Comics (1953) (Harvey)
- Baby Huey the Baby Giant (1955) (Associated Newspapers)
- Baby Huey, the Baby Giant (1956) (Harvey)
- Baby Huey And Papa (1962) (Harvey)
- Baby Huey in Duckland (1962) (Harvey)
- TV Casper and Company (1963) (Harvey)
- Nightmare & Casper (1963) (Harvey)
- Astro Comics (1968) (Harvey)
- Casper and... (1987) (Harvey)
- Baby Huey (1990) (Harvey)
- Spooky (1991) (Harvey)
- Casper and Friends (1991) (Harvey)
- Harvey Comics Treasury (2010) (Dark Horse Comics)